# 森唯菜
森 唯菜（もり ゆいな、1997年11月15日 - ）は、北海道テレビ放送（HTB）のアナウンサー。

## 経歴
北海道札幌市生まれ。北海道札幌南高等学校、上智大学理工学部出身。大学在学中にアナウンサーやメディア就職のための実践プロジェクト『Scketto』1期生として参加。2021年に北海道テレビ放送（HTB）入社。同期は田口彩夏。

## 人物
- 趣味はジョギングをして汗をかいてゆったりお風呂に浸かること。
- 血液型O型。
- 身長159cm。
- 小学生時代に北海道テレビの旧社屋を見学した。
- 卒論のテーマは大気中の分子の物理検証[2]。
- 特技は空手道（松濤館流 黒帯）で、大学3年時に東京都大会で優勝した[3][4]。
- 座右の銘はWe wouldn’t appreciate the good days without some bad ones.  （悪い日があるから良い日がある）
- 第一級陸上無線技術士の資格を持つ。[5]

## 出演番組
現在
- イチオシ!! -ニュース担当
- HTBニュース - キャスター（不定期出演）
- アナちゃん
- おにぎりあたためますか（2021年7月6日 - ）
- ハナタレナックス（不定期出演）

過去
- イチモニ!（2021年4月 - 9月） - 水・木曜日のお天気キャスターを担当（2週間毎に交代）
- Hit.com Night（2021年10月 - ）